# سیارک ۱۷۹۳۵
سیارک ۱۷۹۳۵ (به انگلیسی: 17935 Vinhoward، نامگذاری:1999GX45) هفده هزار و نهصد و سی و پنجمین سیارک کشف شده‌است که در ۱۲ آوریل ۱۹۹۹ کشف شد.
قدر مطلق سیارک برابر ۱۲.۳ است.